# Sophie Hermans

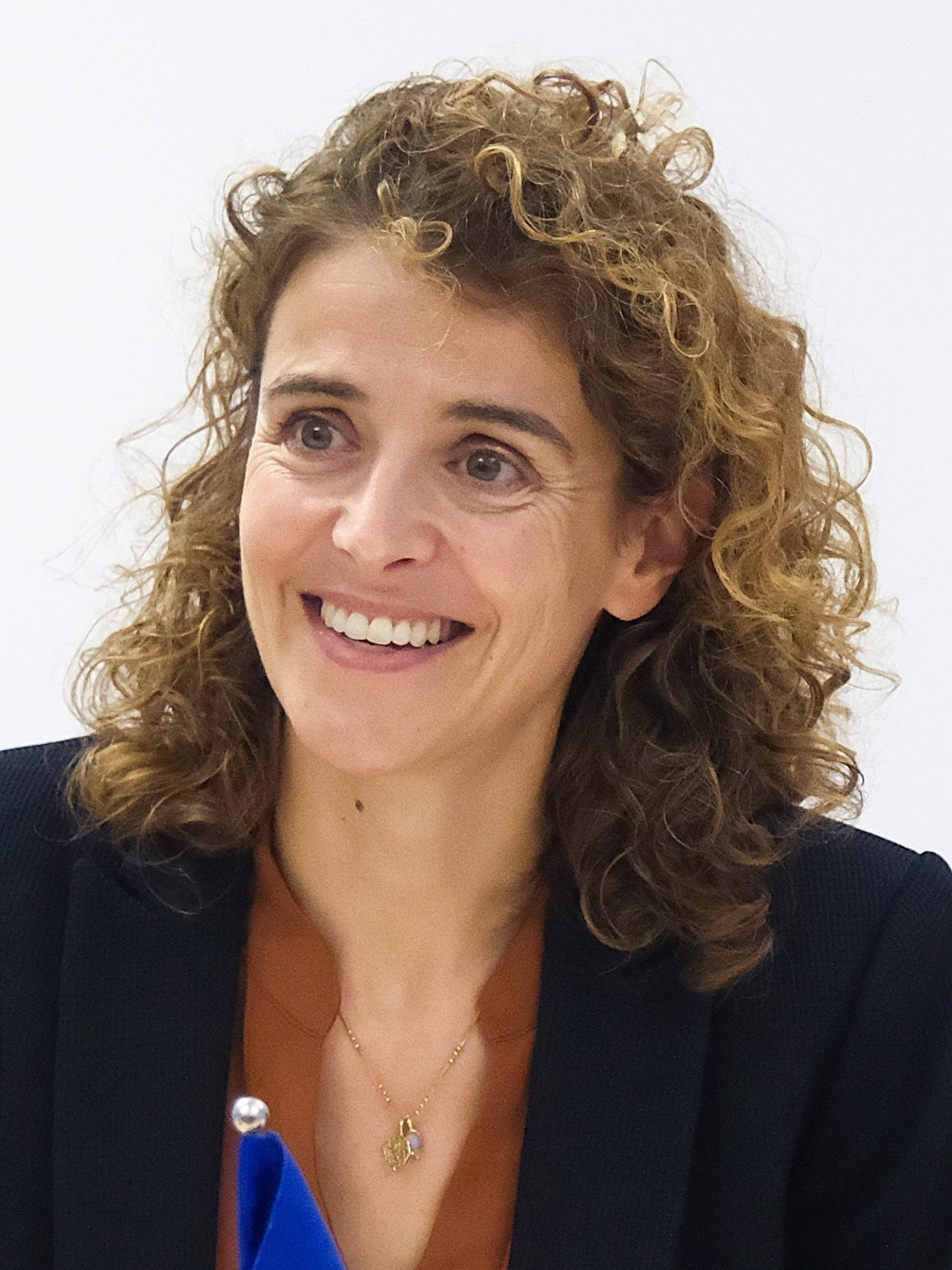
Sophie Hermans (2024)

Sophia Theodora Monique (Sophie) Hermans (* 1. Mai 1981 in Nijmegen) ist eine niederländische Politikerin (VVD). Seit dem 2. Juli 2024 ist sie Ministerin für Klima und grünes Wachstum (Minister van Klimaat en Groene Groei) und zweite stellvertretende Ministerpräsidentin im Kabinett Schoof. Seit 3. Juni 2025 ist sie außerdem Ministerin für Infrastruktur und Wasserwirtschaft. Seit dem 23. März 2017 war sie Mitglied der Zweiten Kammer der Generalstaaten. Vom 11. Januar 2022 bis zum 6. Dezember 2023 war sie deren Fraktionsvorsitzende.

## Frühes Leben und Ausbildung
Hermans wurde in Nijmegen geboren, wuchs aber in Friesland auf. Ihr Vater ist Loek Hermans, der, ebenfalls für die VVD, von 1990 bis 1994 Bürgermeister von Zwolle und von 1998 bis 2002 Minister für Bildung, Kultur und Wissenschaften im Kabinett Kok II war. Sie ist die älteste von vier Geschwistern. Sie besuchte die gymnasiale Oberstufe am Drachtster Lyceum in Drachten. Von 2000 bis 2006 studierte sie Politikwissenschaft an der Universität Amsterdam, wo sie ihren Master in Verwaltungswissenschaft absolvierte. Danach belegte sie Aufbaustudiengänge an der San Francisco State University (Internationale Beziehungen und Wirtschaft) und an der London Business School (Management).

## Berufliche Karriere
Ihre erste berufliche Station war von 2006 bis 2011 bei der Unternehmensberatung Andersson Elffers Felix in Utrecht.

## Politische Karriere
Ab November 2012 war Hermans politische Beraterin des Ministers für Wohnungsbau und Organisation der nationalen Behörden, Stef Blok (VVD). Im Januar 2015 wurde sie politische Beraterin des Ministerpräsidenten Mark Rutte (VVD). Bei den Parlamentswahlen 2017 stand sie auf Platz 16 der Kandidatenliste der VVD. Als Abgeordnete war sie in ihrer ersten Amtszeit Sprecherin für Gesundheits- und Jugendpolitik. Am 1. Juli 2020 wurde sie zur stellvertretenden Fraktionsvorsitzenden der VVD-Fraktion ernannt. Bei den Parlamentswahlen 2021 stand sie auf dem dritten Platz der VVD-Kandidatenliste. Im Anschluss an diese Wahlen war sie während der Koalitionsverhandlungen kommissarische Fraktionsvorsitzende, da Spitzenkandidat Mark Rutte ebenfalls Ministerpräsident war. Bei den Koalitionsverhandlungen war sie auch Verhandlungsführerin ihrer Partei. Nach der Vereidigung des Kabinetts Rutte IV wurde sie am 11. Januar 2022 zur VVD-Fraktionsvorsitzenden gewählt. Vom 16. September 2021 bis zum 6. Dezember 2023 war sie auch Vorsitzende des Ausschusses für Nachrichten- und Sicherheitsdienste. Am 6. Dezember 2023 übergab sie den Fraktionsvorsitz an Dilan Yeşilgöz, die Spitzenkandidatin der VVD bei den Parlamentswahlen 2023. Bei diesen Parlamentswahlen stand Hermans auf dem zweiten Platz der VVD-Kandidatenliste und erhielt 62.317 Stimmen. In den anschließenden Koalitionsverhandlungen war sie zusammen mit Dilan Yeşilgöz und Eelco Heinen eine der wichtigsten Teilnehmer für die VVD.
Beim VVD-Frühjahrskongress am 11. Juni 2022 wandte sie sich deutlich gegen sie gerichtete Vorwürfe, dass sie ihre Position als Fraktionsvorsitzende der VVD ihrem Vater, Loek Hermans, oder ihrer früheren Tätigkeit als Ruttes politische Assistentin verdanke.

### Ministeramt
Am 2. Juli 2024 wurde Hermans zur Ministerin für Klima und grünes Wachstum und zur zweiten stellvertretenden Premierministerin im Kabinett Schoof ernannt. Das Ministerium für Klima und grünes Wachstum wurde mit dem Amtsantritt dieses Kabinetts als eigenständiges Ministerium eingerichtet; zuvor war der Bereich Klima Teil des Ressorts Wirtschaft.